# José Fernando Castro
José Fernando Castro Caycedo (Zipaquirá, 22 de abril de 1951 - Bogotá, 7 de mayo de 2008) fue un abogado y político colombiano. Miembro del partido Cambio Radical, se desempeñó como Defensor del Pueblo y miembro de la Cámara de Representantes por Bogotá.  

## Biografía
Castro Caycedo era hermano menor del conocido periodista y escritor Germán Castro Caycedo, estaba casado con Patricia Pineda, con quien tenía 4 hijos: María Consuelo, Camila, Carolina y Juan Fernando, en vida llegó a ser abuelo de tres nietos.
Estudió Derecho y Ciencias Políticas en Universidad La Gran Colombia. Inicialmente afiliado al Partido Liberal, fue Coordinador Internacional de la Campaña Presidencial de Luis Carlos Galán y Secretario de Asuntos Parlamentarios y Gubernamentales de la Dirección Nacional Liberal. En las elecciones legislativas de 1991 fue elegido miembro de la Cámara de Representantes de Colombia en representación de Bogotá para el mandato 1991-1994. Tras terminar su mandato se desempeñó como Defensor del Pueblo entre 1996 y 2000, durante una de las fases más intensas del conflicto armado interno de Colombia.
También Superintendente de Servicios Públicos Domiciliarios, Superintendente de Subsidio Familiar, miembro de la Junta Directiva del Instituto Colombiano de Bienestar Familiar y de la Junta Directiva de Prosocial. También era Capitán de la Reserva del Ejército Nacional.
En las elecciones legislativas de 2006 volvió a ser elegido Representante a la Cámara por Bogotá, esta vez por el Partido Cambio Radical. En la Cámara presidió la Comisión de Derechos Humanos.
Falleció víctima de un derrame cerebral el 7 de mayo de 2008 en Bogotá durante una sesión de la comisión sexta de la Cámara de Representantes.Como su reemplazo asumió Juan Manuel Hernández Bohórquez.